# Jorge López (attore)
Jorge Luis López Astorga (Santiago del Cile, 30 ottobre 1991) è un attore, cantante e ballerino cileno.
Conosciuto per aver interpretato il ruolo di Ramiro nella telenovela argentina Soy Luna e Valerio nella seconda e terza stagione della serie televisiva spagnola Élite.

## Biografia
Jorge López è nato il 30 ottobre 1990 a Llay-Llay. Ha studiato recitazione presso l'Accademia di Fernando González e all'Universidad UNIACC. Ha inoltre conseguito un diploma in musical teatrali ed ha anche preso lezioni di canto corale. 
Nel 2011 esordisce come attore nel film cinematografico Violeta Parra Went to Heaven. In quello stesso anno debutta anche in televisione nella telenovela Decibel 110 nel ruolo di Jorge. Successivamente ha partecipato alla sesta stagione di Los 80 e a Mamá mechona. Ha recitato anche in alcuni musical come Il mago di Oz, Peter Pan, Chicago ed ha recitato anche in alcune pubblicità. Dopo aver fatto diverse audizioni nel 2015, è stato scelto per unirsi al cast della serie originale di Disney Channel Soy Luna dove recita accanto a Karol Sevilla, Ruggero Pasquarelli, Valentina Zenere e Michael Ronda. Nel 2019 si unisce al cast della serie TV Netflix Élite interpretando Valerio Montesinos Hendrich, il fratellastro di Lucrecia.

## Filmografia

### Cinema
- Violeta Parra Went to Heaven (Violeta se fue a los cielos), regia di Andrés Wood (2011)
- L'altra Zoey (The Other Zoey), regia di Sara Zandieh (2023)
- Sayen - La terra ha sete (Sayen: La ruta seca), regia di Alexander Witt (2023)

### Televisione
- Decibel 110 – serie TV, 8 episodi (2012)
- Los 80 – serie TV, 1 episodio (2014)
- Mamá mechona – serie TV, 11 episodi (2014)
- Soy Luna – serie TV, 220 episodi (2016-2018)
- Wake Up – serie TV, 6 episodi (2018)
- Élite – serie TV, 16 episodi (2019-2020)
- L'alta stagione (Temporada de Verão) - serie TV, 8 episodi (2022)
- Now and Then, regia di Gideon Raff e Carlos Sedes – miniserie TV (2022)
- Mala Fortuna – serie TV, 8 episodi (2023)
- Operación Marea Negra, regia di vari registi – miniserie TV, 10 episodi (2023-2024)
- Bellas artes – serie TV (2024)

## Discografia

### Colonne sonore
- 2012 — Decibel 110
- 2016 — Soy Luna
- 2016 — Música en ti
- 2017 — La vida es un sueño
- 2018 — Modo amar

## Teatro
- El mago de Oz
- Peter Pan
- Chicago

## Tour
- Soy Luna en concierto (2017) - Tour latinoamericano
- Soy Luna Live (2018) - Tour europeo
- Soy Luna en vivo (2018) - Tour latinoamericano

## Riconoscimenti
- Fans Awards
  - 2017 – Candidatura al listo lo dije per Soy Luna[2]

## Doppiatori italiani
Nelle versioni in italiano dei opere in cui ha recitato, Jorge López è stato doppiato da:
- Jacopo Castagna in Soy Luna[3]
- Simone Veltroni In Élite